# Giuliano Chiaradia
Giuliano Chiaradia (Santos, 12 de setembro de 1970) é um empreendedor social e diretor brasileiro. Foi premiado inúmeras vezes no Brasil e no exterior como melhor diretor e inovador.
Sua trajetória é notável pelo compromisso com a pesquisa e produção artística mobile. Como fundador do Projeto Artmobile, uma inovação social sem fins lucrativos, Giuliano promoveu a inclusão digital em várias partes do mundo, capacitando centenas de jovens de comunidades carentes por meio da expressão criativa utilizando dispositivos móveis. Seu trabalho se estendeu por países como Brasil, Tanzânia, Marrocos, Etiópia, Israel, Territórios Palestinos e Uruguai.

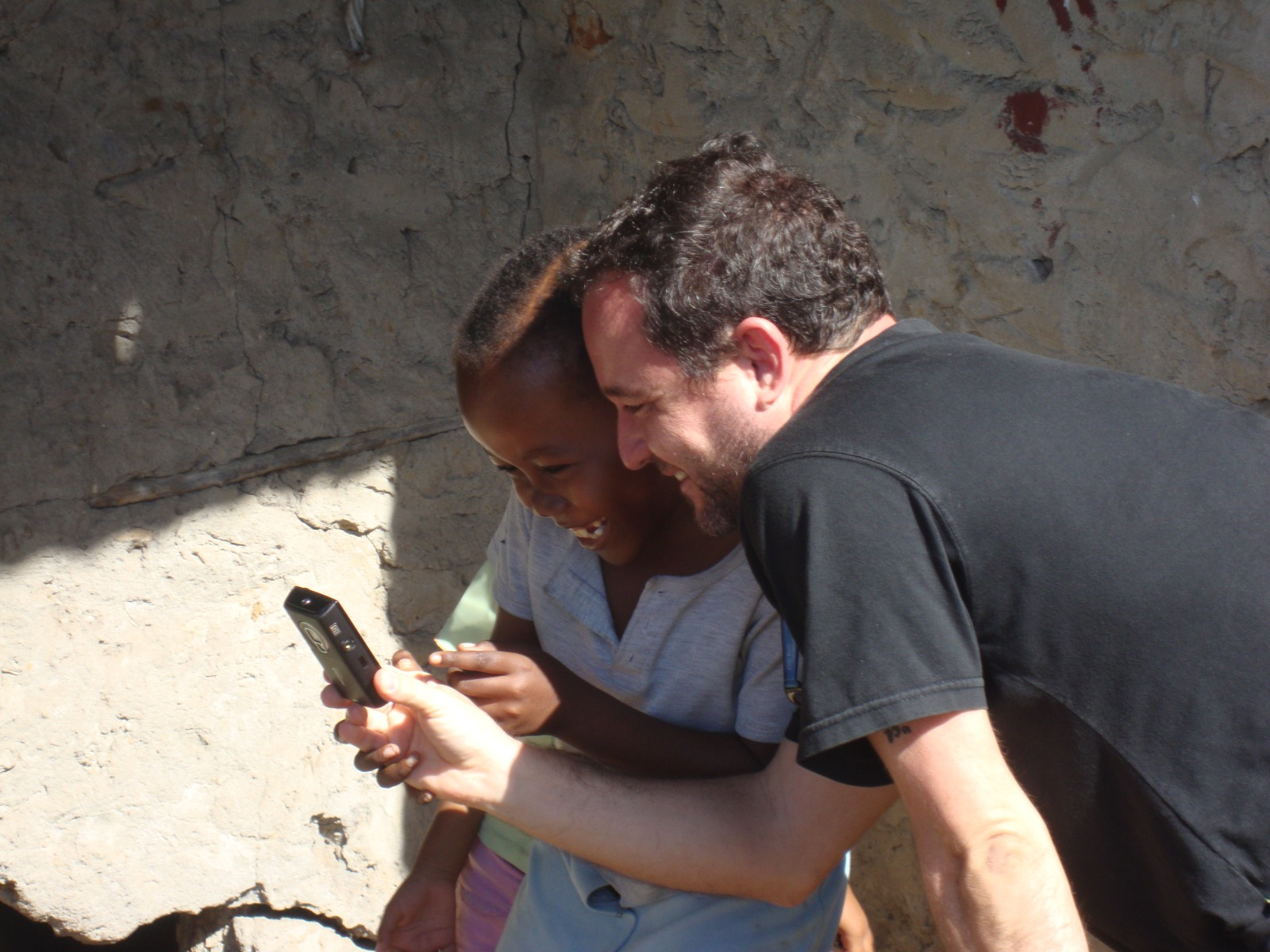
Giuliano Chiaradia com jovem do projeto Artmobile

Além disso, como fundador do coletivo Set Experimental, Giuliano foi pioneiro na criação do primeiro curta-metragem da América Latina e dos primeiros videoclipes do Brasil feitos com celular, incluindo artistas como Detonautas Roque Clube, Pato Fu e Vivendo do Ócio. Ele também inovou ao produzir uma fotonovela no Twitter usando apenas seu dispositivo móvel e a capa da revista Playboy com a atriz Cleo Pires.  
Em 2012, seu curta-metragem "5#CALLS" foi selecionado para o Festival de Cannes, sendo a primeira produção 100% mobile da história do festival, o que foi considerado um marco. 
Giuliano é conhecido como "o cara do celular" pela mídia europeia e conquistou diversos prêmios ao longo de sua carreira. Ele foi o primeiro diretor a receber três prêmios em uma única noite no Festival Curta Santos e também foi premiado no Festival de Gramado, além de receber menção honrosa no Festival de Cinema de Trancoso, na Bahia. 
No cenário brasileiro de transmídia, Giuliano se destacou por seus projetos inovadores de produção e gestão de conteúdo digital para a TV Globo, na qual dirigiu programas para a televisão e web, incluindo Big Brother Brasil, Criança Esperança, Vídeo Show, Malhação, Fantástico, entre outros. Ele também foi responsável pelo primeiro videoclipe da Globo produzido inteiramente com celular, para o cantor Roberto Carlos. Além disso, Giuliano desempenhou um papel crucial na construção da presença digital do SBT Online, liderando o crescimento da empresa nas redes sociais e estabelecendo parcerias significativas no YouTube.

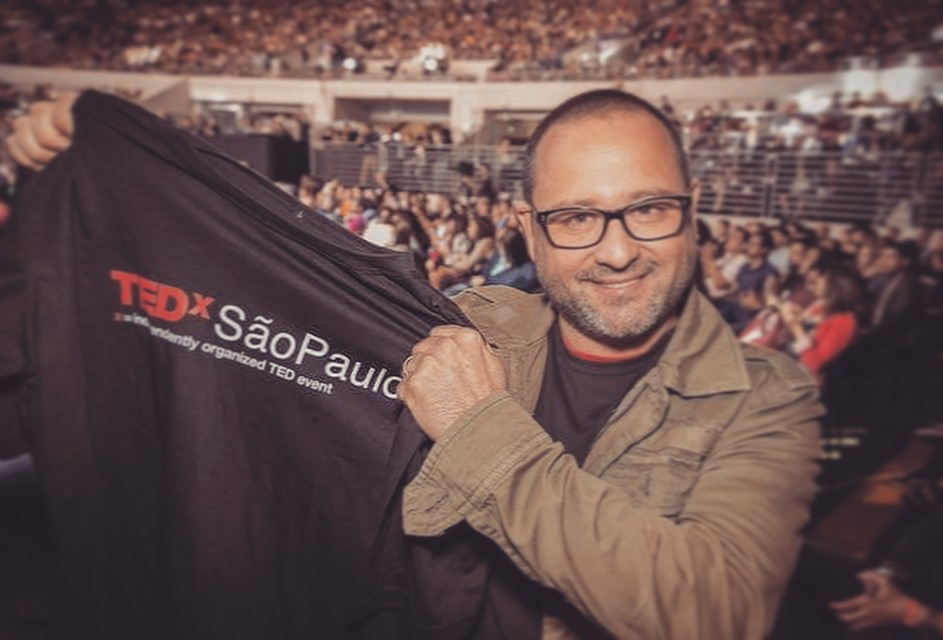
Giuliano Chiaradia em apresentação do TEDx

Na América Latina, pela Nickelodeon, Giuliano lançou animações icônicas como Bob Esponja e foi reconhecido por sua criatividade no desenvolvimento do mega evento "Meus Prêmios Nick".  
Giuliano Chiaradia é palestrante do TEDx e tem apresentado palestras sobre inovação no Brasil e no exterior. Atualmente, é mestrando em mídias criativas na UFRJ e possui extensões em cinema e TV na Itália, nos Estados Unidos e em Cuba, bem como em transformação digital e novos negócios, na Inglaterra. 

## Obras
- 2008 — O Primeiro VideoClipe no celular do Brasil: Music video by Detonautas performing O Retorno de Saturno
- 2008 — BRANDED BBB: Festa Sony Ericsson Mobile no Big Brother Brasil
- 2009 a 2010 — Primeira websérie da globo malhação ID
- 2010 — Playboy: Primeira Fotonovela pelo Twitter no mundo[9]
- 2013 — 5#CALLS: Primeiro Curta-Metragem no Brasil Gravado com o Celular[10]
- 2015 — "Musas Populares Brasileiras", série Transmídia do Fantástico[11]
- 2018 a 2019 — #TBTSBT página especial do SBT que traz vídeos, notícias e fotos da história da emissora.[12]
- 2019 — Gameficação no Criança Esperança: Jogo para colecionar e compartilhar selfies do celular para a TV

## Prêmios e Homenagens
- 1997 – Melhor Roteiro e Direção no Prêmio Santos Publicidade por 'TERRAÇO BEER'
- 1997 - Melhor Roteiro e direção de Curta-Metragem no Mapa da Cultura do Estado de SP por 'Clone, clone meu...'
- 2003 - GOLD AWARD como Melhor PROMO no PROMAX BDA Latin America
- 2004 - SILVER AWARD for Best Children Show at Promax BDA Latin America
- 2006 - Melhor Programa Infantil de TV a Cabo no Prêmio Criança Brasil por 'Patrulha Nick' produzido pela Nickelodeon Brasil
- 2008 - Melhor Novo Projeto de Mídia no Festival de Curtas-Metragens Santos, São Paulo por 'O Retorno de Saturno/Detonautas Roque Clube
- 2008 - Melhor Vídeo Vota Popular no Festival de Curtas-Metragens Santos, São Paulo por 'O Retorno de Saturno/Detonautas Roque Clube
- 2009 - Melhor Videoclipe no Festival Gramado (com 'Kabune' de Fernanda Takai)[13]
- 2010 - Melhor direção no Festival Curta Santos por 'No Veneno/Banda Strike
- 2012 - Indicado para Festival de Cannes França com o primeiro curta-metragem gravado com o celular '5#CALLS'
- 2012 - Melhor curta-metragem no Festival Vídeos Curtíssimo de Brasília por '5#CALLS'
- 2012 - Melhor Curta Metragem no Festival Internacional de La Image na Colômbia por '5#CALLS'
- 2020 - Prêmio Originalidade Audiovisual no Festival de Cinema de Trancoso (pelo projeto ART MOBILE) [14]